# Championnat du Guatemala féminin de football
Le championnat de Guatemala est une compétition de football féminin créée en 1998.

## Palmarès
| Saison    | Champion            | Champion            | Champion             |
| --------- | ------------------- | ------------------- | -------------------- |
| 1998-1999 | Comunicaciones      | Comunicaciones      | Comunicaciones       |
| 1999-2000 | Comunicaciones      | Comunicaciones      | Comunicaciones       |
| 2000-2001 | Comunicaciones      | Comunicaciones      | Comunicaciones       |
| 2001-2002 | Comunicaciones      | Comunicaciones      | Comunicaciones       |
| 2002-2003 | Comunicaciones      | Comunicaciones      | Comunicaciones       |
| 2003-2004 | La Gomera           | La Gomera           | La Gomera            |
| 2004-2005 | Monjas Jalapa       | Monjas Jalapa       | Monjas Jalapa        |
| 2005-2006 | Juventus            | Juventus            | Juventus             |
| 2006-2007 | Comunicaciones      | Comunicaciones      | Comunicaciones       |
| 2007-2008 | Amatitlán           | Amatitlán           | Amatitlán            |
| Saison    | Apertura            | Clausura            | Campeón de campeones |
| 2008-2009 | Seysa Chimaltenango | Seysa Chimaltenango |                      |
| 2009-2010 | Seysa Chimaltenango | Unifut              |                      |
| 2010-2011 | Unifut              | Unifut              |                      |
| 2011-2012 | Unifut              | Unifut              |                      |
| 2012-2013 | Unifut              | Jutiapanecas        |                      |
| 2013-2014 | Unifut              | Jutiapanecas        |                      |
| 2014-2015 | Unifut              | Unifut              |                      |
| 2015-2016 | Unifut              | Unifut              |                      |
| 2016-2017 | Unifut              | Deportivo Xela      |                      |
| 2017-2018 | Unifut              | Unifut              |                      |
| 2018-2019 | Unifut              | Unifut              |                      |
| 2019-2020 | Unifut              | Annulé              |                      |
| 2020-2021 | Deportivo Xela      | Deportivo Xela      |                      |
| 2021-2022 | Unifut              | CSD Suchitepéquez   | CSD Suchitepéquez    |
| 2022-2023 | CSD Suchitepéquez   | Unifut              | Unifut               |
| 2023-2024 | Xinabajul           | Unifut              |                      |
| 2024-2025 | CSD Municipal       | CSD Municipal       |                      |

## Bilan par clubs
- 20 titres : Unifut
- 6 titres : Comunicaciones
- 3 titres : Seysa Chimaltenango, Deportivo Xela
- 2 titres : Jutiapanecas, CSD Suchitepéquez, CSD Municipal
- 1 titre : Amatitlán, Juventus, La Gomera, Monjas Jalapa, Xinabajul